# ريج أبوت
ريج أبوت (بالفرنسية: Reg Abbott)‏ (و. 1930  م) هو لاعب هوكي الجليد كندي، ولد في وينيبيغ، مركز لعبه هو وسط ‏.

## روابط خارجية
- ريج أبوت على موقع دوري الهوكي الوطني (الإنجليزية)
- ريج أبوت على موقع قاعة مشاهير الهوكي (لاعب أن.إتش.أل) (الإنجليزية)
- ريج أبوت على موقع EliteProspects.com (الإنجليزية)
- ريج أبوت على موقع HockeyDB.com (الإنجليزية)
- ريج أبوت على موقع Hockey-Reference.com (الإنجليزية)